# Jacques Diament
Pour les articles homonymes, voir Diament.
Jacques Djament, dit Jacques Diament, né à Paris le 15 janvier 1936 et mort dans la même ville le 15 février 2025, est l'un des fondateurs et le premier rédacteur en chef du magazine de bande dessinée Fluide glacial.

## Biographie
Jacques Diament rencontre Marcel Gotlib en classe de troisième, tous deux enfants cachés pendant la guerre, ils ont perdu leurs pères dans les camps de concentration. Après des études à l'EHESS, il commence une carrière aux Nouvelles Galeries, où il entre comme manutentionnaire et grimpe les échelons jusqu'à devenir cadre.
En 1972, la revue L'Écho des savanes, fondée par Gotlib, Claire Brétecher et Nikita Mandryka fait faillite. Appelé pour ses qualités de gestionnaire, Jacques Diament ne peut rien faire pour redresser la situation du journal.
En 1975, avec Gotlib et le dessinateur Alexis, ils fondent le journal Fluide glacial, dont il est le gérant,. Il lance ensuite avec Gotlib les éditions AUDIE. Il dirige le journal pendant vingt ans.
À la fin des années soixante-dix, une crise l'oppose à plusieurs auteurs du journal, lorsque, ne pouvant augmenter tous les salaires, il choisit de n'augmenter que les auteurs les plus importants pour les ventes du journal, mettant fin à l'égalité des salaires au sein de l'entreprise,. Cette décision déclenche le départ de Boucq, Cabanes, Lucques et Gibrat.
Jacques Diament meurt à Paris le 15 février 2025, deux mois avant le cinquantenaire de la fondation du journal,.

## Publications
- L'amateur de catastrophes. Les éditions du Net, 2016  (ISBN 978-2-312-04264-0)
- Les Cafés de philosophie. Une forme inédite de socialisation par la philosophie, Paris/Budapest/Torino, Éditions L'Harmattan, 2001, 175 p. (ISBN 2-7475-1457-9, lire en ligne)
- Fluide Glacial, Gotlib... et moi, Paris, Éditions L'Harmattan, 2011, 171 p. (ISBN 978-2-296-13252-8, lire en ligne)
- Je m'en rappelle comme si..., Paris, Éditions L'Harmattan, novembre 2012, 171 p. (ISBN 978-2-336-00563-8, lire en ligne)